# Lenariya Mingazova
Lenariya Mingazova (20 de marzo de 1986) es una deportista kazaja que compitió en judo. Ganó una medalla de bronce en los Juegos Asiáticos de 2014, y dos medallas de bronce en el Campeonato Asiático de Judo en los años 2009 y 2013.

## Palmarés internacional
| Juegos Asiáticos    | Juegos Asiáticos        | Juegos Asiáticos  | Juegos Asiáticos |
| Año                 | Lugar                   | Medalla           | Categoría        |
| ------------------- | ----------------------- | ----------------- | ---------------- |
| 2014                | Incheon (Corea del Sur) | Medalla de bronce | –52 kg           |
| Campeonato Asiático |                         |                   |                  |
| Año                 | Lugar                   | Medalla           | Categoría        |
| 2009                | Taipéi (Taiwán)         | Medalla de bronce | –52 kg           |
| 2013                | Bangkok (Tailandia)     | Medalla de bronce | –57 kg           |